# Rose Center for Earth and Space

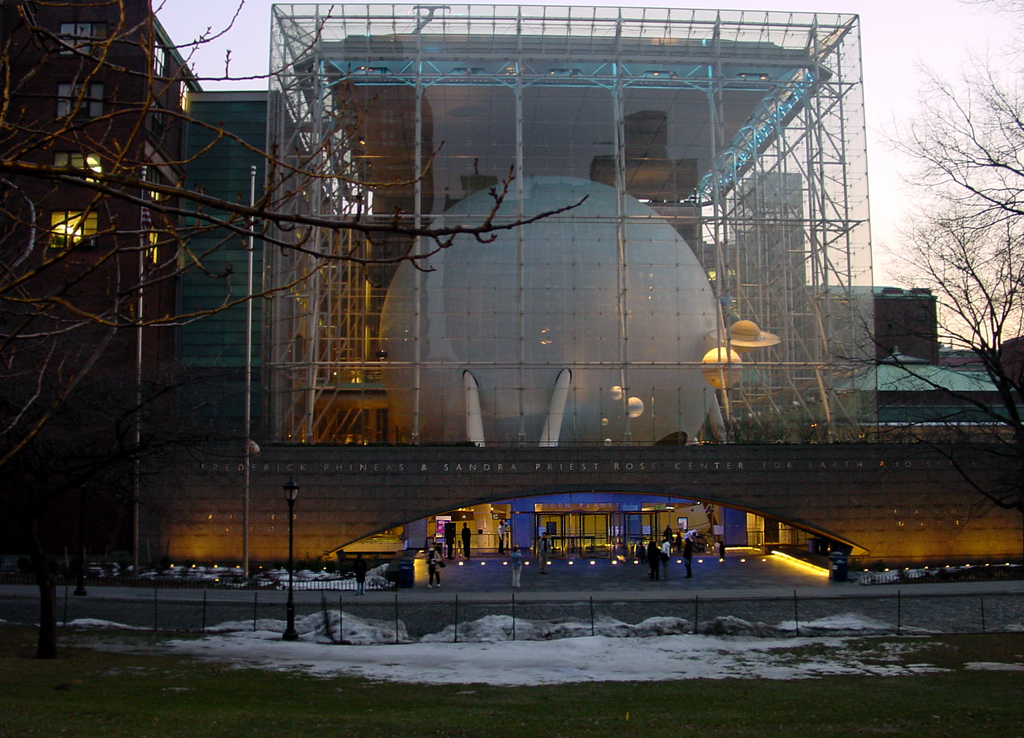
Fasaden av Rose Center for Earth and Space, med den massiva Hayden Planetarium sfären bakom ingången.

Rose Center for Earth and Space är en del av American Museum of Natural History i New York. Centret fullständiga namn är Frederick Phineas och Sandra Priest Rose Center for Earth and Space. Huvudentrén ligger på norra sidan av museet på 81:a gatan i närheten av Central Park West på Manhattans Upper West Side. Centret blev färdigt 2000 och omfattar den nya Hayden Planetarium, som öppnades för första gången 1935 och stängdes 1997. Neil deGrasse Tyson är dess direktör, inga andra direktörer har utsetts.